# 释怡藏
释怡藏（1968年—），男，山西晋城人，中国佛教僧人，现任奉化雪窦寺方丈，中国佛教协会副会长，浙江省佛教协会会长。